# Сеанхенра Сеуаджту
Сеанхенра Сеуаджту — фараон Древнего Египта, правивший приблизительно в  1655 — 1652 годах до н. э. Представитель XIII династии (Второй переходный период).
За именем Мерхотепра в Туринском папирусе следует частично стёртое имя Сеанхенра Се[уадж]ту (VII колонка, 5 строка). Он, согласно этому источнику, правил 3 года и 2 месяца. По другим памятникам, кроме Туринского папируса, неизвестен.

## Имена Сеанхенра Сеуаджту
|  |

| Ca1 | N5 | S29 | S34 | N35 · Aa1 | N35 | S29 | M13 | X1 | Z7 | Ca2 |

| Ca1 | N5 | S29 | S34 | N35 · Aa1 | N35 | S29 | M13 | X1 | Z7 | Ca2 |